# 吉祥圆满寺
吉祥圆满寺，藏语名“扎希朋松令”，位于内蒙古自治区鄂尔多斯市杭锦旗，是一座藏传佛教格鲁派寺院。

## 简介
吉祥圆满寺的前身是哈日根图庙。2010年6月，经哈日根图庙住持喇嘛嘉木扬·苏德南努力及广大信众支持，对旧庙进行修缮。修缮工程竣工后，全国政协委员、北京雍和宫主持嘉木扬·图布丹堪布为该寺赐名“吉祥圆满寺”（藏语名“扎希朋松令”）。2012年，吉祥圆满寺举行开光庆典，杭锦旗政协主席黄国华、杭锦旗人民政府副旗长任若玲、相关部门领导，以及两千多名信众参加了庆典。
吉祥圆满寺建成后，成为杭锦旗喇嘛人数最多的寺院，也是杭锦旗宗教界规范化管理的示范寺庙。